# Center City (Minnesota)
Center City es una ciudad ubicada en el condado de Chisago en el estado estadounidense de Minnesota. En el Censo de 2010 tenía una población de 628 habitantes y una densidad poblacional de 403,45 personas por km².

## Geografía
Center City se encuentra ubicada en las coordenadas 45°23′38″N 92°48′52″O / 45.39389, -92.81444. Según la Oficina del Censo de los Estados Unidos, Center City tiene una superficie total de 1.56 km², de la cual 1.52 km² corresponden a tierra firme y (2.5%) 0.04 km² es agua.

## Demografía
Según el censo de 2010, había 628 personas residiendo en Center City. La densidad de población era de 403,45 hab./km². De los 628 habitantes, Center City estaba compuesto por el 97.77% blancos, el 0.48% eran afroamericanos, el 0.64% eran amerindios, el 0.32% eran asiáticos, el 0% eran isleños del Pacífico, el 0.16% eran de otras razas y el 0.64% pertenecían a dos o más razas. Del total de la población el 1.11% eran hispanos o latinos de cualquier raza.